# جون الجهادي
جون الجهادي (بالإنجليزية: Jihadi John) أو جون السجَّان، وهو اسم مستعار ويُعتقد أنه محمد جاسم إموازي،. ويعرف عنه بأنه منفذ عملية الإعدام بحق الرهائن الأجانب. كان محمد من البدون في الكويت، هاجر وعائلته إلى المملكة المتحدة عام 1994 وهو بريطاني الجنسية.
في ليلة 12 نوفمبر 2015، أعلن مسؤولين أمريكيين أستهداف جون الجهادي بصاروخ هيلفاير من درون وهو في سيارة في مدينة الرقة. في اليوم التالي قال مسؤولين أنهم على يقين كبير أن جون الجهادي قُتِل.

## صفاته
يجيد جون الجهادي اللغة الإنجليزية البريطانية كونه قادم من المملكة المتحدة للإنضمام لجماعة تنظيم الدولة الإسلامية، وكان يعيش في سوريا. اشتهر جون بحمل سكينا لنحر الرهينة أمام كاميرا المسجلة ليفصل رأسه عن جسده، وتوشح باللون الأسود ليغطي كامل جسده سوى عينيه، وحمل أحد الرهائن ويرتدي الزي البرتقال، وسبب مقتل الرهائن، لأن التحالف الدولي أصرت على قصف الأهداف التابعة لتنظيم الدولة الإسلامية، مما يعرض حياة الرهينة الأجنبي للخطر، ورصدت التحالف الدولي بالقبض على جون بقيمة 10 مليون دولار أمريكي، كما كان جون الجهادي نفذ إعدام بحق جنود سوريين موالين لحكومة بشار الأسد.

## نشأته
ولد محمد جاسم عبد الكريم علينان الظفيري  في 17 أغسطس 1988 في الكويت للوالدين جاسم وغنية. العائلة من البدون، إنتقل إلى المملكة المتحدة عام 1994 وعمره ست سنوات. واستقروا في المنطقة الداخلية من غرب لندن، متنقلين بين عدة عقارات في مايدا فيل،، وعاشو لاحقا في سانت جونز وود وأخيرا في كوينز بارك. ذهب إموازي إلى مدرسة سانت ماري مجدلين لكنيسة إنجلترا الابتدائية، ولاحقا أكاديمية كويتنت كيناستو المجتمعية.
في عام 2006 ذهب إلى جامعة ويستمنستر، ودرس أنظمة المعلومات وإدارة الأعمال. وأمن شهادة بكالوريوس بعدها بثلاث سنوات. وبعمر ال21، عمل كمسوّق في شركة تقنية في الكويت، واعتبره مديره أفضل موظف حصلت عليه الشركة.

## حياته
حسب تقارير صحفية نشرت في فبراير 2014 فإن اسمه محمد الموازي أو «محمد اموازي» وهو من أصول كويتية كان يقطن غرب لندن ويدرس هندسة الكمبيوتر في الجامعة.
ولد عام 1988 بالكويت ثم هاجر منها عندما بلغ ست سنوات أي في عام 1993، والده هو جاسم وأمه غانية وله شقيقه تدعى أسماء، وهي مهندسة معمارية موظفة حاليا لدى شركة في لندن.

## عمليات الإعدام
فيما يلي علميات القتل الموثقة التي نفذها جون الجهادي:

### الصحفي جيمس فولي
بمقطع فيديو تم تحميله على موقع يوتيوب بتاريخ 19 أغسطس 2014، قرأ الصحفي جيمس فولي بيانًا مُعد مسبقاً ينتَقد فيهِ الولايات المتحدة والعمليات التي نفذتها مثل الضربات الجوية ضد تنظيم الدولة الإسلامية (داعش) في العراق وتكلم عن شقيقه الذي يخدم في القوات الجوية الأمريكية.  كما قرأ جون الجهادي الذي كان يرتدي قناعاً يغطي وجههُ بياناً معداً انتقد وذم فيه الولايات المتحدة والرئيس الأمريكي السابق باراك أوباما وطالب بوقف التدخل الذي تزعمتهُ الولايات المتحدة في العراق عام 2014. ثم بعد ذلك قام جون الجهادي بقطع رأس جيمس فولي ورماهُ بعيداً عن الكاميرا، وبعد انتهائهِ هدد بقطع رأس الصفحي الأمريكي ستيفن سوتلوف إذا لم تتم تلبية مطالبه التي ذكرها في مقطع الفيديو.
أكَّد مكتب التحقيقات الفيدرالي ومجلس الأمن القومي الأمريكي فيما بعد أن مقطع الفيديو الذي نشره التنظيم متضمناً لقطات لجثة فولي مقطوعة الرأس كانت حقيقية.

### ستيفن سوتلوف
في يوم الثاني من سبتمبر عام 2014، نشر تنظيم الدولة الإسلامية (داعش) مقطع فيديو يظهر فيه قطع رأس الصحفي الأمريكي ستيفن سوتلوف على يد جون الجهادي، وأكَّد البيت الأبيض صحة الفيديو.

### ديفيد كاوثرون هاينس
في 13 سبتمبر 2014، نشر تنظيم الدولة الإسلامية مقطع فيديو موجه إلى رئيس الوزراء البريطاني ديفيد كاميرون ، يظهر فيه جون الجهادي بالفيديو وقام بقطع رأس عامل الإغاثة البريطاني ديفيد كاوثرون هاينس

### آلان هانينغ
بتاريخ 3 أكتوبر 2014، أظهر مقطع فيديو نشره تنظيم الدولة الإسلامية حيث يقوم جون الجهادي بقطع رأس عامل الإغاثة البريطاني آلان هانينغ. انضم آلان هانينغ للعمل التطوعي وكان يعمل كسائق أجرة في مدينة سالفورد بوسط مانشستر الكبرى التي تقع شمال شرق إنجلترا. عمله التطوعي كان يتعلق بإيصال المساعدات إلى سوريا. أُختُطف بتاريخ 27 كانون الأول عام 2013 بمدينة الدانا التابعة لمحافظة إدلب في سوريا والتي كان يسيطر عليها تنظيم الدولة الإسلامية.

### بيتر كاسيج
يعرف ايضاً باسم عبد الرحمن كاسيج عامل إغاثة أمريكي
في 16 نوفمبر 2014  تم نشر مقطع فيديو من قبل تنظيم الدولة الإسلامية (داعش) ظهر فيه جون الجهادي يقف فوق رأس مقطوع، أكد البيت الأبيض أنه لبيتر كاسيج. لم يتم عرض عملية قطع رأس بيتر كاسيج الفعلية، على عكس مقاطع فيديو قطع رأس الرهائن السابقة، لم يدلي جون الجهادي بأي تصريح.  كانت هناك تكهنات بأنه أثناء تنفيذ عملية قطع الرأس ربما بيتر كاسيج قد أبدى مقاومة أنتهت بقتله رمياً بالرصاص، أجرى جراح خبيراً فحصًا تفصيليًا ودقق بالفيديو ورأى دليلًا محتملاً على وجود جرح ناتج بسبب طلق ناري.

### جنود سوريون
بنفس مقطع الفيديو الذي انتهى بمشهد لجثة بيتر كاسيج مع رأسه المقطوع ظهر أيضاً عمليات لقطع رؤوس عدد من الجنود السوريين الموالين لنظام بشار الأسد احتوى الفيديو على تفاصيل مروعة وعنيفة نُفذت على يد مجموعة يتزعمها جون الجهادي وهو ملثم الوجه.
وصرحت هيئة الإذاعة البريطانية (BBC) "على نقيض الفيديوهات السابقة فهذا الفيديو يظهر وجوه العديد من الجنود" ويعتقد أن مكان تنفيذ العملية في قرية دابق بمحافظة حلب وأن هذا الفيديو "مليء بالدماء". وعلى عكس مقاطع الفيديو السابقة التي تم خلالها تنفيذ الإعدامات بقطع الرؤوس، احتوى الفيديو على لقطات تظهر فيها عمليات الذبح بالتفصيل دون اقتطاع أي جزء، كما يظهر جون الجهادي وهو يقطع رأس ضحية.
قُدر عدد القتلى بحوالي 12  أو 18. خلص التحليل اللاحق الذي أجراه اتحاد أبحاث وتحليل الإرهاب ومركز أبحاث مكافحة التطرف في المملكة المتحدة (يعرف باسم Quilliam) إلى أنه تم إعدام 22 جنديًا أسيرًا، وحسب مانشره التنظيم ان الجنود كانوا ضباط وطيّارين في نظام بشار الأسد.

### هارونا يوكاوا و كينجي غوتو
يرجح أن تنظيم الدولة الإسلامية (داعش) قبض على هارونا يوكاوا البالغ من العمر 42 عامًا  قبل شهر أغسطس 2014. بعدها في أكتوبر 2014 قُبض على الصحافي الياباني كينجي جوتو أيضاً، البالغ من العمر 47 عامًا، أثناء محاولته لإنقاذ زميله هارونا يوكاوا.
وفي يناير 2015 هَدَد التنظيم بقتلهم ما لم تدفع الحكومة اليابانية فدية قدرها 200 مليون دولار أمريكي. نُفذت عملية قطع رأس هارونا يوكاوا في 24 يناير، وكينجي غوتو في 31 يناير عام 2015. بعد أن فشلت الحكومة اليابانية بدفع الفدية للتنظيم.

## مقتله
في يناير 2016، أعلن تنظيم الدولة "داعش" لأول مرة مقتل محمد اموازي المعروف باسم «الجهادي جون» وذلك عبر مجلة «دابق» الإنجليزية الإلكترونية التابعة للتنظيم. وكان قد أعلن الجيش الأمريكي في نوفمبر 2015 أنه «على يقين» من مقتل اموازي في غارة جوية بطائرة دون طيار في مدينة الرقة.